# Gustav Wentzel

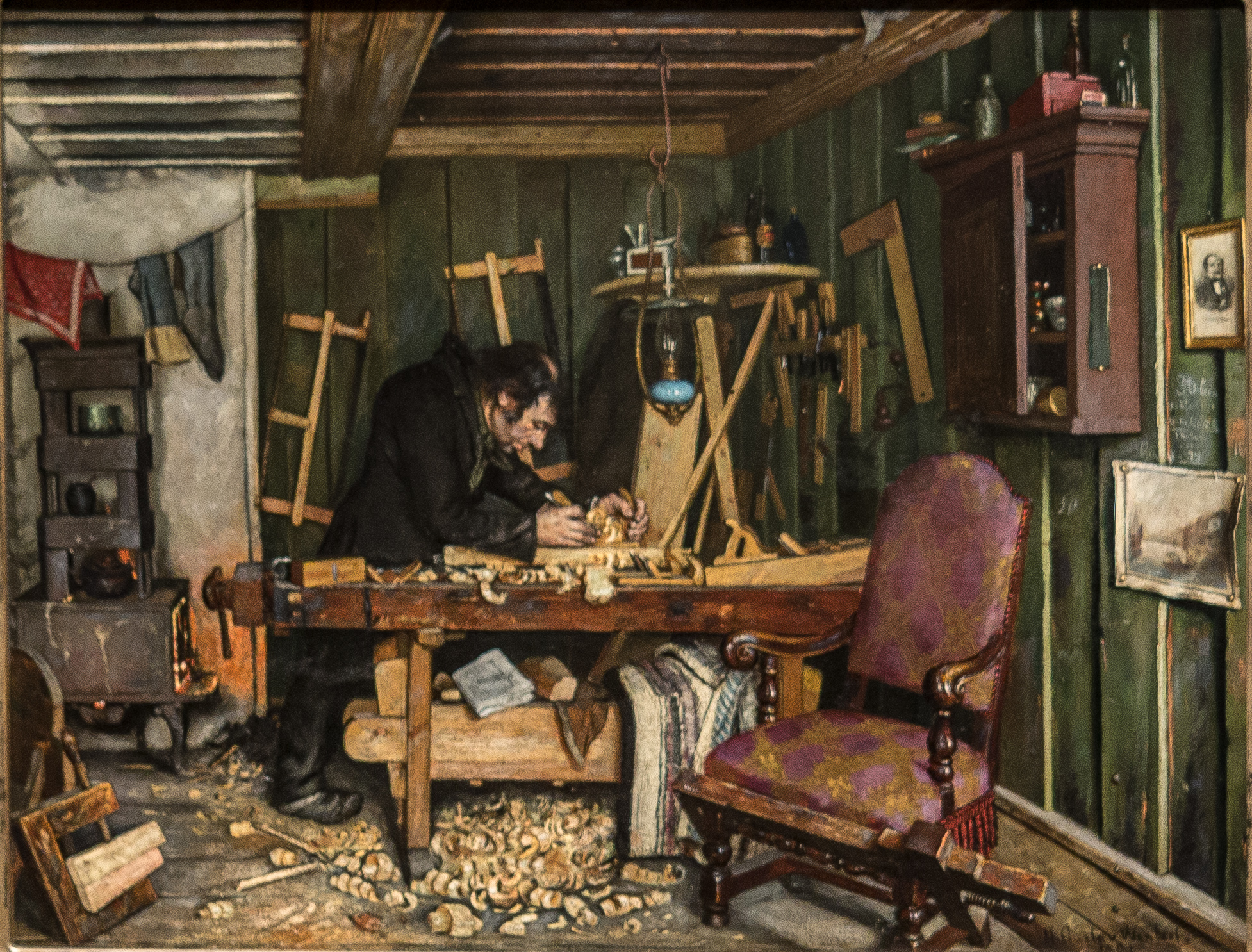
En snickarverkstad (1881, Et snekkerverksted), Nasjonalmuseet.

Gustav Wentzel, född 7 oktober 1859 i Kristiania (nuvarande Oslo), död 10 februari 1927 i Lillehammer i Innlandet, var en norsk målare som förknippas med naturalismen. 
Han studerade för Knud Bergslien 1879–1881 och Frits Thaulow i Modum 1883, i Paris vid Académie Julian 1884 och för Alfred Philippe Roll och Léon Bonnat 1888–1889. Hans tidiga mästerverk, En snickarverkstad (1881, Nasjonalmuseet i Oslo), väckte uppmärksamhet och Christiania Kunstforenings refusering av tavlan ledde till att de yngre konstnärernas lämnade föreningen och istället visade sin verk på den första Høstutstillingen 1882. 
Wentzel följde upp sitt genombrott med skildringar av huvudstadens konstnärskretsar såsom Dagen derpå och Et billedhuggeratelier (båda 1883) samt borgarklassen i Frokost (två versioner 1882 och 1885). Från 1883 var han tidvis bosatt i Paris där han träffade Kitty Wentzel (1868–1961) som han 1889 gifte sig med. Paret var bosatta i Asker 1892–1901 och delvis 1904–1913 där de var en del av Askerkretsen som bestod av konstnärer och intellektuella, till exempel Hulda och Arne Garborg. Under denna tid blev hans motiv allt mer lantliga, inte sällan vinterlandskap. Han fann motiv bland annat i Hallingdal och i Setesdal där tavlan Dans i Setesdalen (1891) tillkom. Efter en Italienresa flyttade de 1902 till Vågå där han målade Utvandrere (1903). Från 1919 och till sin död 1927 var han bosatt i Lom i Innlandet.